# فليبرورد
فليبرورد (حوالي 658م إلى 7 نوفمبر 739م) كان قديس تبشيري من نورثمبريا، يعرف أيضاً باسم حواري الفريزيين في هولندا الحديثة. وأصبح أول أسقف أوتريخت وتوفي في اتشتيرناتش، لوكسمبورغ.